# Duchi di Gheldria
I conti di Gheldria e, dal 1339 duchi di Gheldria sono stati i governatori rispettivamente della Contea di Gheldria prima e del Ducato di Gheldria successivamente.

## Signori di Wassenberg

Armi della contea prima del 1236

Armi della contea dal 1236 al 1276

- 1042 circa - dopo il 1053 Gerardo, creato dall'Imperatore del Sacro Romano Impero, Enrico III il Nero[1]
- 1053 circa - 1082 circa     Teodorico, figlio del precedente
- 1082 circa - prima del 1096 Gerardo di Wassenberg, figlio del precedente

## Conti di Gheldria

### Casa di Wassenberg
Il primo conte di Gheldria fu Gerardo di Wassenberg, signore di Wassenberg, come risulta da un documento datato 1096.
- prima del 1096–c.1129: Gerardo I
- c. 1129–c.1131: Gerardo II il Lungo, figlio del precedente
- c. 1131–1182: Enrico I, figlio del precedente
- 1182–1207: Ottone I, figlio del precedente
- 1207–1229: Gerardo III, figlio del precedente
- 1229–1271: Ottone II, figlio del precedente
- 1271–1318: Rinaldo I, figlio del precedente
- 1318–1339: Rinaldo II il Nero, figlio del precedente

Armi della contea dal 1276 al 1379

Durante il regno di Rinaldo II, la Contea di Gheldria venne elevata a Ducato.

## Duchi di Gheldria

### Casa di Wassenberg
- 1339–1343: Rinaldo II il Nero
- 1343–1361: Rinaldo III il Grasso, figlio del precedente e della seconda moglie, Eleonora d'Inghilterra
- 1361–1371: Edoardo, fratello di Rinaldo III, figlio di Rinaldo II il Nero e della seconda moglie, Eleonora d'Inghilterra
- 1371–1371: Rinaldo III il Grasso, restaurato
- 1371–1379: guerra di successione
  - 1371–1379: Matilde, sorellastra di Rinaldo III, figlia di Rinaldo II e della prima moglie, Sophia Berthout, col terzo marito, il Conte di Blois di Dunois e di Soissons e Signore d'Avesnes, Giovanni II di Blois-Châtillon
  - 1371–1380: Maria, sorellastra di Rinaldo III, figlia di Rinaldo II e della prima moglie, Sophia Berthout, col marito, il duca di Jülich, Guglielmo II

Armi della contea dopo il 1379

### Casa di Jülich-Hengebach
- 1380–1402: Guglielmo I, figlio di Maria e Guglielmo II di Jülich, nipote di Rinaldo III, anche Duca di Jülich
- 1402–1423: Rinaldo IV, fratello di Guglielmo I, figlio di Maria e Guglielmo II di Jülich, nipote di Rinaldo III, anche Duca di Jülich

### Casa di Egmond
- 1423–1465: Arnoldo, nipote della figlia di Guglielmo II di Jülich e di Maria di Gheldria, Giovanna, e del di lei marito, Giovanni signore di Arkel[3]; la loro figlia, Maria di Arkel, ed il marito, Giovanni II di Egmond, erano i genitori di Arnoldo
- 1465–1471: Adolfo, figlio del precedente
- 1471–1473: Arnoldo, restaurato. Arnoldo vendette il Ducato di Gheldria al duca Carlo I di Borgogna, che venne riconosciuto dal Sacro Romano Impero come duca di Gheldria.
- 1477–1477: Adolfo, riconquistò il ducato.

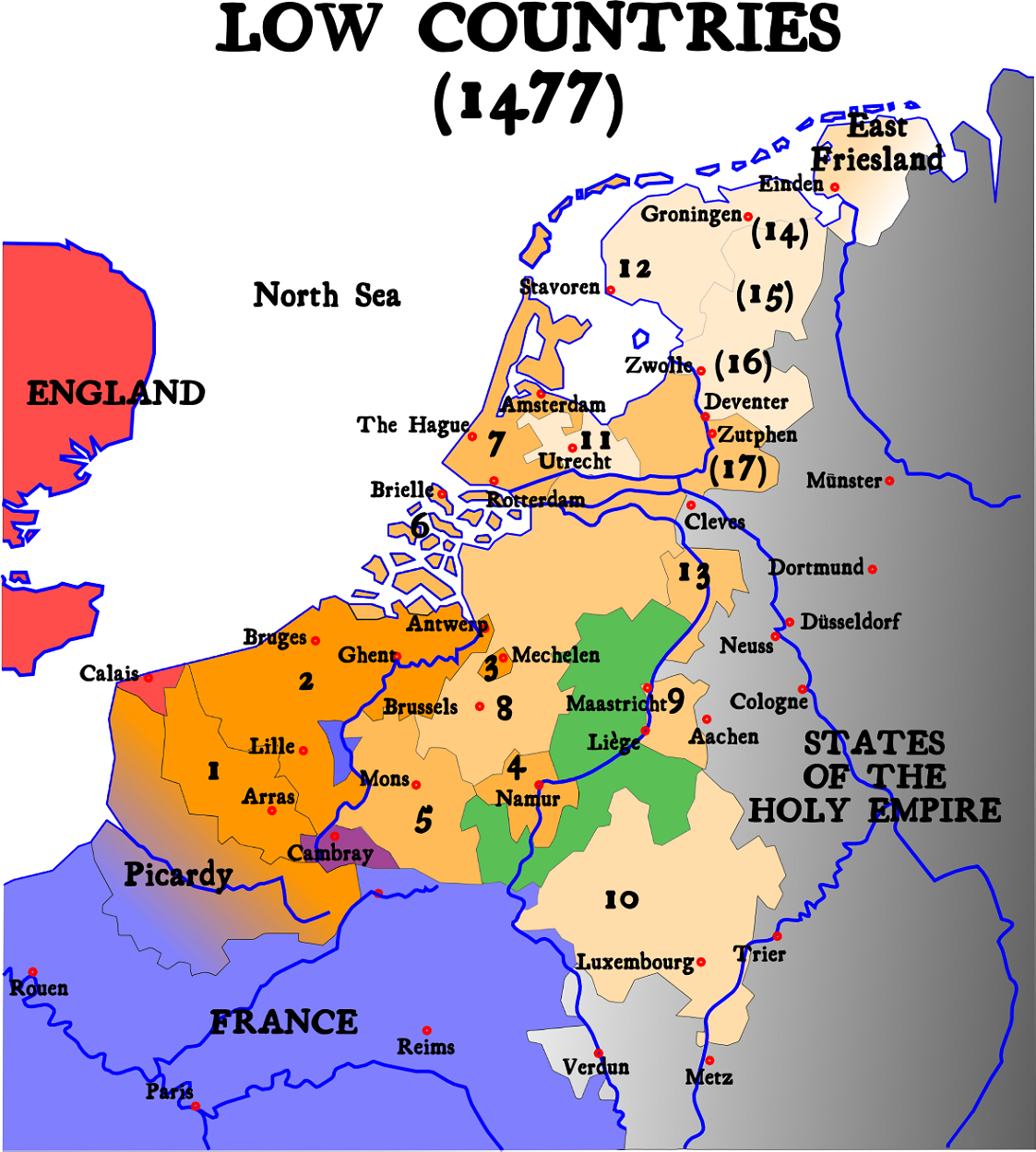
Mappa dei Paesi Bassi nel 1477, i futuri Paesi Bassi borgognoni; il Ducato di Gheldria corrisponde al n° 13

### Casa di Borgogna
- 1473–1477: Carlo I il Temerario
- 1478–1482: Maria la Ricca

### Casa d'Asburgo
- 1482–1492: Filippo I il Bello con
  - 1478–1492: Massimiliano, futuro Imperatore del Sacro Romano Impero, padre di Filippo I, in coreggenza con la moglie Maria di Borgogna, dopo la morte della moglie, nel 1484, inglobò il Ducato di Gheldria nei Paesi Bassi borgognoni, comprendenti diversi ducati e contee, corrispondenti all'incirca all'attuale Benelux, più alcuni dipartimenti francesi.

### Casa di Egmond
Gli Egmond non abbandonarono le proprie pretese su Gheldria e Carlo di Egmond conquistò il Ducato nel 1492. Egli rimase al potere col supporto del Re di Francia.
- 1492–1538: Carlo II, figlio di Adolfo

### Casa di Cleves
- 1538–1543: Guiglielmo II il Ricco, un cugino di Carlo, che era morto senza discendenza legittima